# Para esta noche
Para esta noche es una novela del escritor uruguayo Juan Carlos Onetti, publicada en 1943.
Originalmente, Juan Carlos Onetti planeaba titularla El perro tendrá su día, no obstante, ya que por aquellos días se acababa de posicionar Juan Domingo Perón en Argentina, el editor de la primera edición temió que el presidente pudiera tomarlo como un ataque en contra de él.

## Composición
La novela, según el mismo autor, es "un libro totalmente faulkneriano". Está llena de párrafos llenos de descripciones minuciosas no solo del entorno oprimente que rodea a los personajes, sino de la psicología misma de los personajes.  
La trama de la novela está basada en una historia que le contaron dos anarquistas que habían escapado de España. En palabras del autor, es una novela en contra de Juan Negrin y contra el Comité de No Intervención. 

En el momento de ser concebida la novela, Juan Carlos Onetti trabaja en la agencia de Reuters de Montevideo. 
"Estábamos en tiempo de guerra, las noticias de Londres empezaron a llegar de madrugada por el cambio de horario, la diferencia de horario, y como yo estaba también apasionado por lo que sucedía en la guerra, había elegido como horario la noche y la madrugada, entonces ahí escribía toda la madrugada esperando a que sonara la campanilla del teletipo anunciando un flash... Entonces, claro, corría como loco para ver qué había pasado..."

## Resumen
Weiss había dicho en el teléfono:

- Parece que hay un pasaje para usted. Nada seguro. Un muchacho de allá arriba, él lo conoce a usted. En el First and Last, ¿conoce? Bueno, esta noche a las nueve. Buena suerte, es todo. Mande postales de esas con bahía que dice arriba <<Las bellezas del mundo>>. Chau. 
En una capital de provincia cuyo nombre no es mencionado, la policía política, comandada por Morasán, lleva a cabo en una sola noche un masivo exterminio sistemático dirigido a los integrantes de un partido de izquierda. Ossorio, el protagonista, es un dirigente del partido y sabe que, de no escapar, será asesinado por la policía política. En el puerto, hay un barco, el bouver, que saldrá de la ciudad en las horas de la madrugada. Ossorio busca, desesperado, tiquetes del dicho barco que le permitan escapar de la ciudad. 
Ossorio va hasta la sede principal del partido y encuentra a sus camaradas dispuestos a morir en la última defensa de sus ideales. Acobardado, busca la excusa para marcharse del lugar: le pide a Martins, quien dirige la defensa, que le dé alguna tarea, la que sea, mientras ellos esperan la llegada de la policía. Martins le pide que hable con Barcala, un dirigente que ha enloquecido y que se ha encerrado en su casa, rehusándose a hablar con Martins. Barcala tiene un fichero que podría comprometer a más personas del partido, además de dos tiquetes del barco que parte en la madrugada. 
Ossorio va hasta la casa de Barcala, y éste sorpresivamente le abre la puerta. Barcala le revela a Ossorio que es él la única persona en la que confía, y le entrega enigmáticamente dos tiquetes de barco, mientras que le dice el fichero está en el comité de la juventud, en cuarto de al lado del club de ajedrez. Barcala admite que en principio pensó en usar los tiquetes para reorganizar al partido en el extranjero, pero que tras esa idea lo único que había visto era miedo y ansias de escapar, por lo que se había resignado finalmente a morir en la ciudad. 
El protagonista se marcha de la casa de Barcala, e inmediatamente, con el teléfono de una cafetería, llama a central de policía donde trabaja Morasán y le entrega la dirección de Barcala. Posteriormente, va hasta el comité de la juventud con la intención de buscar el fichero. Al no encontrar las llaves, va hasta una peluquería cercana donde le pide a una señora que le preste algo para forzar la puerta. Ante la amenaza de la señora de llamar a la policía, Ossorio entra por la fuerza a la peluquería y encañona a la señora. Toma un momento el teléfono para llamar a la sede principal, pero al responder una voz desconocido, Ossorio se da cuenta de que la policía ha entrado, y que Martins y los demás están muertos.

Finalmente, Ossorio va hasta su pensión con el fin de quemar algunos papeles antes de irse en el barco que lo espera. Dentro, sin embargo, se encuentra con una niña con una carta que tenía escrito en el sobre: "Para el Sr. E. Santana", y en su interior:
<<Amigo Ossorio: Barcala me había dejado la chica en custodia. Como es peligroso tenerla una hora mas conmigo, peligroso para los dos, te ruego que hagas lo que puedas por ella. Como siempre, Luque.>> (p. 121).
La niña se llama Victoria Barcala, y es, en efecto, la hija del dirigente que Ossorio había traicionado momento antes.
Mientras Ossorio quema algunos papeles en el baño de su habitación, la policía entra a la pensión para hacer una requisa. Ossorio hace pasar a Victoria por su hija, y los policías se van sin prestar mucha atención. La propietaria de la pensión, sin embargo, debido a que sabe que Ossorio no tiene hijos, empieza a sospechar que él en verdad está manteniendo relaciones de pederastía con Victoria, y los echa a los dos.

Ossorio busca refugio a lo largo de la ciudad, recibiendo en el proceso un disparo en la pierna. Finalmente se resguardan en lugar recomendado por un amigo. Duermen por un momento, y luego Ossorio se levanta con el fin de marcharse al puerto. A Victoria la deja en el refugio mientras que él se marcha al puerto, que queda solamente a diez cuadras. Sin embargo, es entonces cuando empieza un bombardeo en la ciudad. Ossorio escucha a Victoria asustarse y gritar mientras corre por toda la casa.
Él oyó un grito y un sollozo -ambos débiles y aterrorizados- de la chiquilina, que estaba corriendo en alguna dirección imprecisa, que parecía poder correr sin fin, sin chocar con muebles ni muros dentro de la casa, encontrando siempre un espacio para su asustada carrera, como una rata sorprendida. (p.185)
Ossorio finalmente se marcha de la casa con dirección al puerto. En su camino, escucha los aviones y las explosiones de las bombas que dejan caer. Escucha a una mujer gritar y se tropieza con un cadáver. 
Vio debajo de la suya la cara de Victoria y no dijo nada, no se preguntó nada, reconociendo con repetida lentitud la forma del peinado, la redondez de los pómulos, el llanto a boca abierta que hacía ella colgada de su brazo. (p.187)
Finalmente, Ossorio toma el cadáver destrozado de Victoria entre sus brazos y regresa gritando a la ciudad, donde es abatido.

## Crítica
Mario Vargas Llosa dejó plasmado en su libro sobre Juan Carlos Onetti El viaje a la ficción la impresión de que Para Esta Noche, a pesar de ser la mejor de las tres primeras novelas (es decir, respectivamente, a El pozo, Tierra de nadie, y Para esta noche), no llega a ser una novela lograda. 
“Pese a su anécdota política, la novela no es ideológica. En ella se ignoran las doctrinas que defienden u odian los protagonistas. Lo que queda es el thriller. Tiene momentos de tensión y dramatismo, sobre todo al final, pero la daña la palabrería, manto retórico que se entromete como una pantalla entre el lector y la acción, vaciando a ésta de vigor y de sustancia, disolviéndola en párrafos, a veces páginas, de exhibicionismo verbal. Éste será un pecado, a veces venial, a veces mortal, en la obra de Onetti, como lo fue también en la de su maestro Faulkner.”